# Езбері (Міссурі)
Езбері (англ. Asbury) — місто (англ. city) в США, в окрузі Джеспер штату Міссурі. Населення — 193 особи (2020).

## Географія
Езбері розташоване за координатами 37°16′23″ пн. ш. 94°36′19″ зх. д. / 37.27306° пн. ш. 94.60528° зх. д. (37.272941, -94.605154).  За даними Бюро перепису населення США в 2010 році місто мало площу 0,95 км², уся площа — суходіл.

## Демографія
Згідно з переписом 2010 року, у місті мешкало 207 осіб у 86 домогосподарствах у складі 61 родини. Густота населення становила 219 осіб/км².  Було 103 помешкання (109/км²).
Расовий склад населення:
| - 96,1 % — білих - 1,4 % — корінних американців - 1,0 % — вихідців з тихоокеанських островів |

До двох чи більше рас належало 1,0 %. Частка іспаномовних становила 1,4 % від усіх жителів.
За віковим діапазоном населення розподілялося таким чином: 20,3 % — особи молодші 18 років, 67,6 % — особи у віці 18—64 років, 12,1 % — особи у віці 65 років та старші. Медіана віку мешканця становила 41,8 року. На 100 осіб жіночої статі у місті припадало 115,6 чоловіків;  на 100 жінок у віці від 18 років та старших — 108,9 чоловіків також старших 18 років.
Середній дохід на одне домашнє господарство  становив 50 316 доларів США (медіана — 46 563), а середній дохід на одну сім'ю — 57 116 доларів (медіана — 50 000). За межею бідності перебувало 8,8 % осіб, у тому числі 0,0 % дітей у віці до 18 років та 4,2 % осіб у віці 65 років та старших.
Цивільне працевлаштоване населення становило 80 осіб. Основні галузі зайнятості: виробництво — 31,3 %, транспорт — 16,3 %, освіта, охорона здоров'я та соціальна допомога — 10,0 %, роздрібна торгівля — 8,8 %.